# Hydroporus columbianus
Hydroporus columbianus är en skalbaggsart som beskrevs av Henry Clinton Fall 1923. Hydroporus columbianus ingår i släktet Hydroporus och familjen dykare. Inga underarter finns listade i Catalogue of Life.